# Бренда Сонг
Бренда Сонг (англ. Brenda Song; народ. 27 березня 1988, США) — американська акторка.
Бренда Сонг є зіркою телевізійного серіалу «Все тіп-топ, або Життя Зака і Коді» (англ. "The Suite Life of Zack & Cody") трансльованого на каналі Disney Channel з 2005 року, за роль у цьому серіалі отримала в 2006 році премію Young Hollywood Awards/Молодий Голлівуд. Також відома по головній ролі в телефільмі «Венді Ву: Куленепробивна» (англ. "Wendy Wu: Homecoming Warrior"), що зібрав біля екранів у день прем'єри понад 5 мільйонів телеглядачів.

## Фільмографія

### Фільми
| Рік  | Назва                                                | Роль              | Примітки                                                                  |
| ---- | ---------------------------------------------------- | ----------------- | ------------------------------------------------------------------------- |
| 1995 | Реквієм                                              | Молода Фонг       |                                                                           |
| 1996 | Санта здоровань                                      | С'юзан            |                                                                           |
| 1997 | Leave It to Beaver                                   | С'юзан Акустіс    |                                                                           |
| 1999 | The White Fox                                        | невідомо          | Короткометражний фільм                                                    |
| 2000 | The Ultimate Christmas Present                       | Саманта Квон      | Disney Channel Original Movie, Young Artist Award                         |
| 2002 | Як Майк                                              | Рег Стівенс       | Головна роль                                                              |
| 2002 | Знайди ключ                                          | Дженніфер         | Disney Channel Original Movie                                             |
| 2004 | Stuck in the Suburbs                                 | Наташа Квон-Шварц | Головна роль/Disney Channel Original Movie                                |
| 2004 | Історія Попелюшки                                    | Келлі Андерсон    | Фільм Warner Brothers                                                     |
| 2004 | Costume Party Capers: The Incredibles                | Алекс             | Голос                                                                     |
| 2006 | Венді Ву: Куленепробивна                             | Венді Ву          | Головна роль, co-продюсер                                                 |
| 2006 | Holidaze: The Christmas That Almost Didn't Happen    | Треат             | Голос                                                                     |
| 2007 | American Darlings                                    | Марісса           | Lead/never released                                                       |
| 2008 | Special Delivery                                     | Еліс Контвелл     | Lifetime Movie Network                                                    |
| 2008 | Батькова дочка                                       | Ненсі             | Walt Disney Pictures                                                      |
| 2008 | Macy's Presents Little Spirit: Christmas in New York | Пейдж             | NBC television special                                                    |
| 2010 | Boogie Town                                          | Наталі            | Головна роль                                                              |
| 2010 | Соціальна мережа                                     | Крісті Лі         | Columbia Pictures                                                         |
| 2010 | Маленька сестра                                      | Казкарка          | Незалежний фільм                                                          |
| 2011 | The Suite Life Movie                                 | Лондон Тіптон     | Disney Channel Original Movie, заснований на серіалі Люкс-життя на палубі |
| 2019 | Похмілля у Таїланді (Changeland)                     | Пен               |                                                                           |

### Телебачення
| Рік          | Назва                              | Роль          | Примітки                             |
| ------------ | ---------------------------------- | ------------- | ------------------------------------ |
| 1995         | Fudge                              | Дженні        | Перший сезон                         |
| 1999         | 100 добрих вчинків Едді Мак-Дауда  | Саріффа Чанг  |                                      |
| 2004–2005    | Філ з майбутнього                  | Тіа           | 7 епізодів                           |
| 2005–2008    | Все тіп-топ, або Життя Зака і Коді | Лондон Тіптон | Main role, co-producer (88 episodes) |
| 2007–2010    | Pass the Plate                     | Гост          | Disney Channel miniseries            |
| 2008–present | Люкс-життя на палубі               | Лондон Тіптон | Головна роль                         |

### Онлайн серіали
| Рік        | Назва                           | Роль           |
| ---------- | ------------------------------- | -------------- |
| 2006       | Disney Channel's Imagineer That | Грає саму себе |
| 2007–зараз | London Tipton's Yay Me!         | Лондон Тіптон  |

## Нагороди та номінації
| Рік  | Нагорода                                              | Категорія                                                         | Привід                             | Результат |
| ---- | ----------------------------------------------------- | ----------------------------------------------------------------- | ---------------------------------- | --------- |
| 2001 | Young Artist Award                                    | "Найкраща жіноча роль другого плану (мінісеріалу або телефільму)" | The Ultimate Christmas Present     | Перемога  |
| 2003 | Young Artist Award                                    | "Найкраща жіноча роль другого плану (мінісеріалу або телефільму)" | The Bernie Mac Show                | Номінація |
| 2006 | Asian Excellence Award                                | "Newcomers Award"                                                 | Все тіп-топ, або Життя Зака і Коді | Номінація |
| 2010 | Green Globe Film Awards - Major Motion Picture Awards | "10 Outstanding Asians in Hollywood"                              | Соціальна мережа, Boogie Town      | Номінація |